# Sweetener (альбом)
Sweetener — четвертий студійний альбом американської співачки Аріани Ґранде, що вийшов 17 серпня 2018 року лейблом Republic Records. Альбом включає колаборації з Міссі Еліот, Нікі Мінаж і Фарреллом Вільямсом. Sweetener переміг у номінації «Найкращий вокальний поп-альбом» на 61-й щорічній церемонії вручення премії «Греммі» й увійшов до списків найкращих альбомів 2018 року та десятиліття багатьох видань.
Альбом досліджує теми романтики, сексуальної близькості, нездорових стосунків, жіночності, тривоги та наполегливості при боротьбі з труднощами. Здебільшого запис — це поп, ритм-енд-блюз та треп музика, що також містить елементи хауса, фанку, неосоулу та хіп-хопу.
Після виходу альбому співачка вирушила у промотур з чотирьох концертів під назвою The Sweetener Sessions. Світове турне під назвою Sweetener World Tour рохпочалося в 2019 році в підтримку цього й наступного альбому Аріани, Thank U, Next (2019).

## Фон та запис
13 листопада 2016 року Аріана заявила в Snapchat, що вона працює над своїм четвертим альбомом. Пізніше вона роз'яснила: «Спочатку я не збиралась створювати альбом, але у мене було багато пісень, які мені дуже подобаються. Я багато працювала і почуваюся дуже натхненно». В грудні 2017 вона підтвердила, що досі працює над альбомом.
Менеджер Аріани, Скутер Браун, розповів Variety, що альбом має зріліше звучання: «Настав час, коли Аріана співатиме пісні, які характеризують її… Вітні, Мерая, Адель – коли вони співають, це „їх“ пісні». Пізніше була підтверджена співпраця продюсерів Макса Мартіна та Савана Котечі над альбомом Ґранде. 28 грудня 2017 Аріана поширила декілька фотографій, на яких вона працює у студії впродовж року. Цього ж тижня співачка поширила фрагмент пісні «Get Well Soon» в інстаграмі. 16 квітня 2018 стало відомо, що Ґранде може випустити перший сингл («No Tears Left to Cry») 20 квітня 2018. Наступного дня Аріана підтвердила цю інформацію.
На The Tonight Show Starring Jimmy Fallon, Ґранде оголосила, що її альбом матиме назву Sweetener. Вона також пояснила значення цієї назви: «Це наче про те, як ми приносимо світло в чиєсь життя або коли хтось приносить світло в наше життя, наче підсолоджуючи ситуацію». Пізніше в травні вона оголосила, що в альбомі буде 15 треків і три колаборації.
2 червня 2018 Аріана оголосила на концерті Wango Tango, що альбом буде доступним для попереднього замовлення 20 червня 2018 і того ж дня відбудеться реліз синглу «The Light Is Coming».

## Реклама
Аріана Ґранде довго не з'являлась в соціальних мережах після того як поширила фрагмент пісні «Get Well Soon» 31 грудня 2017 року. Проте вже 17 квітня 2018 співачка порушила тишу, поширивши тизер першого синглу, «No Tears Left to Cry», що вийшов 20 квітня 2018, разом з музичним відео. Вперше вона виступила з треком на Коачеллі, як гість під час виступу DJ Kygo.
1 травня 2018 року Ґранде оголосила назву альбому і кількох пісень, незадовго до виступу з піснею «No Tears Left to Cry». Також вона відкрила Billboard Music Awards 2018 та виступила на Wango Tango в Каліфорнії.

## Сингли
Перший сингл альбому, «No Tears Left to Cry», вийшов 20 квітня 2018. Він дебютував на третьому місці в Billboard Hot 100. Сингл зробив Аріану першою співачкою в історії чарту, що дебютувала в топ 10 з першим синглом кожного з чотирьох альбомів. Другий сингл «God Is a Woman» вийшов 13 липня. Пісня отримала позитивні відгуки музичних критиків та інтернет-видань.

### Промо-сингли
Перший промо-сингл, «The Light is Coming», який є колаборацією з Нікі Мінаж, вийшов 20 червня 2018, разом з попереднім замовленням альбому.

## Список композицій
| #     | Назва                                        | Тривалість |
| ----- | -------------------------------------------- | ---------- |
| 1.    | «raindrops (an angel cried)»                 | 0:37       |
| 2.    | «blazed» (за участю Фаррелла Вільямса)       | 3:16       |
| 3.    | «the light is coming» (за участю Нікі Мінаж) | 3:48       |
| 4.    | «R.E.M.»                                     | 4:05       |
| 5.    | «God Is a Woman»                             | 3:17       |
| 6.    | «sweetener»                                  | 3:28       |
| 7.    | «successful»                                 | 3:47       |
| 8.    | «everytime»                                  | 2:52       |
| 9.    | «breathin»                                   | 3:18       |
| 10.   | «No Tears Left to Cry»                       | 3:25       |
| 11.   | «borderline» (за участю Міссі Еліот)         | 2:57       |
| 12.   | «better off»                                 | 2:51       |
| 13.   | «goodnight n go»                             | 3:09       |
| 14.   | «pete davidson»                              | 1:13       |
| 15.   | «get well soon»                              | 5:22       |
| 47:25 |                                              |            |

## Чарти
| Чарт (2018)                           | Найвища позиція |
| ------------------------------------- | --------------- |
| Swedish Albums (Sverigetopplistan)    | 1               |
| Spanish Albums (PROMUSICAE)           | 1               |
| Japanese Hot Albums (Billboard Japan) | 4               |
| Японія (Oricon)                       | 5               |
| Шотландія (Scottish Albums Chart)     | 1               |
| Швейцарія (Schweizer Hitparade)       | 1               |
| Чехія (ČNS IFPI)                      | 1               |
| Франція (SNEP)                        | 2               |
| Фінляндія (Suomen virallinen lista)   | 1               |
| США (Billboard 200)                   | 1               |
| Португалія (AFP)                      | 1               |
| Польща (ZPAV)                         | 1               |
| Норвегія (VG-lista)                   | 1               |
| Нова Зеландія (RMNZ)                  | 1               |
| Нідерланди (Album Top 100)            | 1               |
| Мексика (AMPROFON)                    | 1               |
| Канада (Canadian Albums Chart)        | 1               |
| Італія (FIMI)                         | 1               |
| Ірландія (IRMA)                       | 1               |
| Данія (Hitlisten)                     | 2               |
| Німеччина (Offizielle Top 100)        | 3               |
| Угорщина (MAHASZ)                     | 6               |
| Великобританія (UK Albums Chart)      | 1               |
| Бельгія/Фландрія (Ultratop)           | 1               |
| Бельгія/Валлонія (Ultratop)           | 1               |
| Австрія (Ö3 Austria)                  | 4               |
| Австралія (ARIA)                      | 1               |

## Нагороди й номінації
| Рік  | Організація              | Нагорода              | Результат |
| ---- | ------------------------ | --------------------- | --------- |
| 2018 | People's Choice Awards   | Album of 2018         | Номінація |
| 2019 | Grammy Awards            | Best Pop Vocal Album  | Перемога  |
| 2019 | iHeartRadio Music Awards | Pop Album of the Year | Перемога  |